# Matt Kuchar
Matthew Gregory (Matt) Kuchar (Winter Park, 21 juni 1978) is een professioneel golfer uit de Verenigde Staten die speelt op de Amerikaanse PGA Tour.

## Amateur
Na zijn studie aan de Georgia Institute of Technology won Kuchar in 1997 het belangrijkste amateurskampioenschap, het US Amateur. Het jaar daarop was hij de beste amateur in de Masters en in het US Open.

### Gewonnen
- 1997: US Amateur

### Teams
- 1999: Walker Cup

## Professional
Kuchar werd in 2000 professional en speelde op de PGA Tour. In 2002 behaalde hij zijn eerste overwinning, maar in 2006 miste hij de Tourschool en moest hij naar de Nationwide Tour. Daar eindigde hij op de 10de plaats van de Order of Merit, zodat hij in 2007 weer terug op de PGA Tour was.
In 2009 kwam de tweede overwinning in het Turning Stone Resort Championship in Verona (Upstate New York). Samen met Vaughn Taylor eindigde Kuchar met een score van -17, waarop een play-off volgde. Omdat het te donker werd, moesten de spelers op maandag verder spelen. De play-off duurde uiteindelijk zes holes.
In mei 2012 won Kuchar The Players Championship in Ponte Vedra Beach, zijn grootste overwinning tot dan toe. Hij had twee slagen voorsprong op de Brit Martin Laird en de Amerikanen Zach Johnson, Rickie Fowler en Ben Curtis. Kuchar klom dankzij deze zege naar de vijfde plaats in de Official World Golf Ranking, zijn hoogste notering tot dan.

### Prestaties
PGA Tour
| Nr. | Datum            | Toernooi                              | Score           | Score | Info                              |
| --- | ---------------- | ------------------------------------- | --------------- | ----- | --------------------------------- |
| 1   | 10 maart 2002    | Honda Classic                         | 68-69-66-66=269 | –19   |                                   |
| 2   | 5 oktober 2009   | Turning Stone Resort Championship     | 67-68-67-69=271 | –17   | Won de play-off van Vaughn Taylor |
| 3   | 29 augustus 2010 | The Barclays                          | 68-69-69-66=272 | –12   | Won de play-off van Martin Laird  |
| 4   | 13 mei 2012      | The Players Championship              | 68-68-69-70=275 | –13   |                                   |
| 5   | 24 februari 2013 | WGC-Accenture Match Play Championship | 2&1             | 2&1   | Runner-up was Hunter Mahan        |
| 6   | 2 juni 2013      | The Memorial Tournament               | 68-70-70-68=276 | –12   |                                   |
| 7   | 20 april 2014    | RBC Heritage                          | 66-73-70-64=273 | –11   |                                   |

Nationwide Tour
| Nr. | Datum       | Toernooi            | Score           | Score | Info                             |
| --- | ----------- | ------------------- | --------------- | ----- | -------------------------------- |
| 1   | 21 mei 2006 | Henrico County Open | 71-67-69-72=279 | –9    | Won de play-off van Paul Claxton |

### Teamcompetities
- Ryder Cup: 2010, 2012
- Presidents Cup: 2011 (winnaars), 2013 (winnaars)
- World Cup of Golf: 2011 (winnaars), 2013